# Саккардо, Доменико
Доменико Саккардо (итал. Domenico Saccardo; 1872—1952) — итальянский ботаник и миколог, сын Пьера Андреа Саккардо.

## Биография
Доменико Саккардо родился 14 ноября 1872 года в семье известнейшего итальянского миколога Пьера Андреа Саккардо (1845—1920).
В 1898 году Доменико был приглашён на должность ассистента профессора Фаусто Морини в Ботаническом саду при Болонском университете, весной 1899 года прибыл в Болонью.
В 1900 году Саккардо был назначен фитопатологом в виноградарском колледже в Конельяно. С 1902 года он работал в Фитопатологической станции в Риме.
В 1936 году Доменико Саккардо получил грант на путешествие в Эритрею, бывшую тогда частью итальянской Эфиопии. Последующие три года он путешествовал по этому региону, изучая местную флору.
Доменико Саккардо скончался 15 августа 1952 года.
Доменико принимал участие в написании некоторых томов фундаментальной сводки грибов, составленную его отцом, Sylloge fungorum. Также он был автором дополнения к микологической части книги Джакомо Биццоццеро Flora veneta cryptogamica.

## Некоторые научные работы
- Saccardo, D. Le piate spontanee nel regio orto botanico di Padova. — Padova, 1895. — 30 p.
- Saccardo, D. Contributo alla flora micologica di Schemnitz. — Padova, 1896. — 40 p.
- Saccardo, D. Contribuzione alla micologia veneta e modenese (неопр.) // Malpighia. — 1898. — Т. 12. — С. 201—228.
- Saccardo, D. Supplemento micologico alla "Flora veneta crittogamica". Parte I, Funghi. — Padova, 1899.
- Saccardo, D. Aggiunte alla micologia romana. — Modena, 1904. — 31 p.
- Saccardo, D. Dizionario dei nomi volgari delle piante medicinali e da essenze piu in uso e dei corrispettivi scientifici latini. — Roma, 1917. — 59 p.
- Massa, L.; Saccardo, D. Attraverso il territorio dei Galla e Sidama. — Firenze, 1939. — 63 p.